# For Your Entertainment
"For Your Entertainment" to debiutancki album amerykańskiego piosenkarza Adama Lamberta, wydany w Stanach Zjednoczonych 23 listopada 2009.

## Wydanie
Zaraz po udziale w American Idol, Adam zaczął pisać i nagrywać utwory z najważniejszymi twórcami popowych hitów takimi jak Lady Gaga, Greg Wells, Max Martin, P!nk, Linda Perry, RedOne, Ryan Tedder, Evan "Kidd" Bogart, Sam Sparro, Kara DioGuardi czy Rivers Cuomo. Lambert ogłosił również poprzez Twitter, że współpracował z amerykańską gwiazdą pop, Lady Gagą.

"Tak, to prawda: Spędziłem wczoraj w studio czas z szalenie utalentowaną i kreatywną Lady Gagą nagrywając piosenki, które napisała! Kocham ją."

28 października Lambert ogłosił, że singiel "For Your Entertainment" zostanie wyprodukowany przez Dr. Luke. "Debiutancki singiel nazywa się "For Your Entertainment" i na pewno można przy nim dobrze się bawić". Potwierdził również, nazwę piosenki "Soaked" napisanej przez Matthew Bellamy z Muse i nazwę utworu "Music Again" autorstwa Justina Hawkinsa z The Darkness. Lambert stwierdził również, że jest współautorem czterech piosenek z albumu "Strut", "Pick U Up", "Aftermath" i "Broken Open".

## Spis utworów
| #               | Tytuł                    | Autor                                           | Producent             | Długość |
| --------------- | ------------------------ | ----------------------------------------------- | --------------------- | ------- |
| 1               | "Music Again"            | Justin Hawkins                                  | Rob Cavallo           | 3:16    |
| 2               | "For Your Entertainment" | Claude Kelly, Lukasz Gottwald                   | Dr. Luke              | 3:35    |
| 3               | "Whataya Want from Me"   | Pink, Max Martin, Shellback                     | Max Martin, Shellback | 3:47    |
| 4               | "Strut"                  | Adam Lambert, Kara DioGuardi, Greg Wells        | Greg Wells            | 3:30    |
| 5               | "Soaked"                 | Matthew Bellamy                                 | Rob Cavallo           | 4:33    |
| 6               | "Sure Fire Winners"      | David Gamson, Alexander James, Oliver Lieber    | Rob Cavallo           | 3:33    |
| 7               | "A Loaded Smile"         | Linda Perry                                     | Linda Perry           | 4:04    |
| 8               | "If I Had You"           | Max Martin, Shellback, Savan Kotecha            | Max Martin, Shellback | 3:48    |
| 9               | "Pick U Up"              | Rivers Cuomo, Greg Wells, Adam Lambert          | Greg Wells            | 4:10    |
| 10              | "Fever"                  | Lady Gaga, Rob Fusari, Jeff Bhasker             | Jeff Bhasker          | 3:26    |
| 11              | "Sleepwalker"            | Ryan Tedder, Aimee Mayo, Chris Lindsey          | Ryan Tedder           | 4:25    |
| 12              | "Aftermath"              | Adam Lambert, Alisan Porter, Ferras, Prince Ben | Howard Benson         | 4:26    |
| 13              | "Broken Open"            | Greg Wells, Adam Lambert, Evan “Kidd” Bogart    | Greg Wells            | 5:11    |
| 14              | "Time for Miracles"      | Alain Johannes, Natasha Shneider                | Rob Cavallo           | 4:43    |
| Utwory bonusowe |                          |                                                 |                       |         |
| 15              | "Master Plan"            | Ryan Tedder                                     |                       | 3:21    |
| 16              | "Down the Rabbit Hole"   | Adam Lambert, Greg Wells, Evan Bogart           |                       | 4:06    |
| 17              | "Voodoo"                 | Adam Lambert, Sam Sparro                        |                       | 3:13    |
| 18              | "Can't Let You Go"       | Greg Wells, Claude Kelly                        |                       | 4:13    |
| 19              | "No Boundaries"          | Kara DioGuardi, Cathy Dennis, Mitch Allan       |                       | 3:48    |

## Single
W Stanach Zjednoczonych album promowały trzy single "For Your Entertainment", "Whataya Want from Me" i "If I Had You". Na rynkach międzynarodowych jako single radiowe ukazały się również "Fever" (Nowa Zelandia), "Sleepwalker" (Kanada/Finlandia), "Aftermath" (Finlandia) i "Sure Fire Winners" (Nowa Zelandia).

## Promocja
Aby promować album Lambert wyruszył w swą pierwszą trasę "The Glam Nation Tour". Trasa wiodła przez Amerykę Północną, Nową Zelandię, Australię, Azję i Europę. Lambert odbył jeszcze dwa koncerty w Los Angeles i Kalifornii. W Ameryce Północnej koncert został otworzony przez Alisson Irahetę i Orianthi Panagaris.

## Listy przebojów
Album sprzedał się w 198.000 egzemplarzy w pierwszym tygodniu, debiutując na trzecim miejscu Billboard 200. 26 stycznia 2010 album zdobył status złotej płyty w Kanadzie.
| Lista (2009–2010)         | Najwyższa pozycja |
| ------------------------- | ----------------- |
| Australian Albums Chart   | 5                 |
| Austrian Albums Chart     | 22                |
| Belgium Ultratop Albums   | 56                |
| Canadian Albums Chart     | 7                 |
| Danish Album Chart        | 30                |
| Dutch Album Chart         | 25                |
| Finnish Albums Chart      | 4                 |
| France Albums Chart       | 106               |
| German Albums Chart       | 16                |
| Grecja                    | 5                 |
| Hungarian Albums Chart    | 20                |
| Swiss Albums Chart        | 34                |
| Irish Albums Chart        | 60                |
| Italian Albums Chart      | 65                |
| New Zealand Albums Chart  | 5                 |
| Swedish Albums Chart      | 8                 |
| UK Albums Chart           | 36                |
| Billboard European Albums | 46                |
| U.S. Billboard 200        | 3                 |

### Notowania końcoworoczne
| Lista (2010)            | Pozycja |
| ----------------------- | ------- |
| US Billboard 200        | 29      |
| Australian Albums Chart | 40      |

### Certyfikaty
| Kraj              | Jednostka certyfikująca | Certyfikat |
| ----------------- | ----------------------- | ---------- |
| Australia         | ARIA                    | Platyna    |
| Kanada            | CRIA                    | Platyna    |
| Nowa Zelandia     | RIANZ                   | Platyna    |
| Wielka Brytania   | BMI                     | Platyna    |
| Singapur          | RIAS                    | Platyna    |
| Stany Zjednoczone | RIAA                    | Złoto      |
| Malezja           | RIAM                    | Złoto      |
| Finlandia         | IFPI                    | Złoto      |

## Historia wydania
| Kraj              | Data                 | Wytwórnia   | Format               |
| ----------------- | -------------------- | ----------- | -------------------- |
| Wielka Brytania   | 20 listopada 2009    | RCA Records | digital download     |
| Stany Zjednoczone | 23 listopada 2009    | RCA Records | CD, digital download |
| Kanada            | 23 listopada 2009    | Sony Music  | CD, digital download |
| Filipiny          | 23 listopada 2009    | Sony Music  | CD                   |
| Brazylia          | 28 stycznia 2010     | Sony Music  | CD                   |
| Australia         | 5 marca 2010         | Sony Music  | CD, digital download |
| Japonia           | 10 marca 2010        | Sony Music  | CD, digital download |
| Argentyna         | 13 kwietnia 2010     | Sony Music  | CD                   |
| Holandia          | 30 kwietnia 2010     | Sony Music  | CD                   |
| Finlandia         | 1 maja 2010          | Sony Music  | CD                   |
| Wielka Brytania   | 3 maja 2010          | RCA Records | CD                   |
| Włochy            | 1 czerwca 2010       | RCA Records | CD, digital download |
| Japonia           | 22 września 2010     | Sony Music  | CD+DVD               |
| Australia         | 1 października 2010  | Sony Music  | CD+DVD               |
| Wielka Brytania   | 25 października 2010 | Sony Music  | CD+DVD               |